# Abobas
Abobas (altgriechisch Ἀβώβας Abṓbas) ist der Name des phrygisch-griechischen Gottes Adonis in der pamphylischen Stadt Perge.
Während der Name einerseits mit der ebenfalls bekannten Namensform Aoas bzw. Awowas (Ἀώας, Ἀϝωϝας) identifiziert worden ist, wurde er auch mit einer Form syrischer Flöten namens Abub oder Anbub in Beziehung gebracht, nach denen die Ambubajen benannt worden sein sollen. Karl Tümpel geht davon aus, dass es sich um einen ursprünglich griechischen Namen handelt, der einen Paredros der Göttin Eos (in der Namensform Awos, griechisch Ἄϝως) bezeichnet.